# Annika Dahlman
Annika Elisabeth Dahlman (* 24. Januar 1964 in Skövde) ist eine ehemalige schwedische Skilangläuferin.

## Werdegang
Dahlman, die für den IFK Lidingö startete, debütierte im März 1984 in Lahti im Weltcup und belegte dabei den 20. Platz über 5 km. Im März 1986 siegte sie in Oslo mit der Staffel. Ihre beste Saison lief sie 1986/87. Zu Beginn der Saison erreichte sie mit dem zweiten Platz über 10 km klassisch in Canmore ihre einzige Podestplatzierung im Weltcupeinzel. Beim Saisonhöhepunkt den nordischen Skiweltmeisterschaften 1987 in Oberstdorf holte sie die Bronzemedaille mit der Staffel. Zudem wurde sie Siebte über 5 km klassisch und belegte zum Saisonende den 15. Platz im Gesamtweltcup. Ihren letzten internationalen Auftritt hatte sie bei den Olympischen Winterspielen 1988 in Canmore. Dort belegte sie den 28. Platz über 10 km klassisch.  Bei schwedischen Meisterschaften siegte sie im Jahr 1987 über 10 km und 1983 mit der Staffel von IFK Lidingö.

## Weltcup-Gesamtplatzierungen
| Saison  | Platz | Punkte |
| ------- | ----- | ------ |
| 1983/84 | 66.   | 1      |
| 1984/85 | 30.   | 20     |
| 1985/86 | 44.   | 3      |
| 1986/87 | 15.   | 34     |
| 1987/88 | 32.   | 14     |